# Alkersum
Alkersum (Fering: Aalkersem, tiếng Đan Mạch: Alkersum) là một đô thị thuộc huyện Nordfriesland, trong bang Schleswig-Holstein, northern nước Đức. Đô thị này có diện tích 9,07 km², dân số thời điểm 31 tháng 12 năm 2006 là 405 người.
Alkersum ở trung tâm đảo.

## Dân địa phương nổi bật
- Frederik Paulsen (1909-1997), người sáng lập Ferring Pharmaceuticals